# Eva Maria Düringer

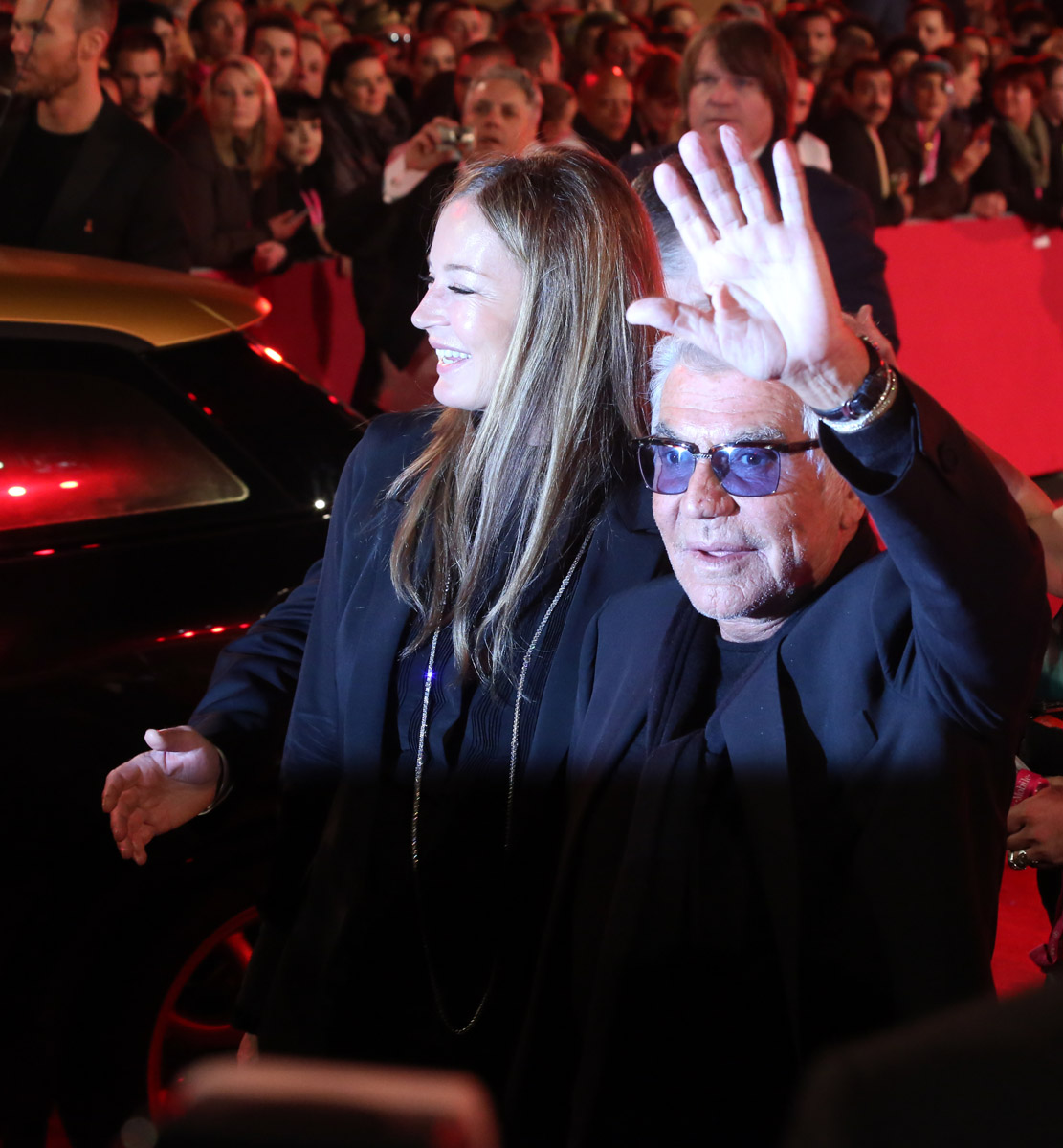
Eva Maria Düringer e Roberto Cavalli, 2013

Eva Maria Düringer Cavalli (Dornbirn, 9 ottobre 1959) è una stilista e modella austriaca, che ha ottenuto il titolo di Miss Austria nel 1977. È anche direttrice creativa dei marchi Cavalli.

## Biografia
È nata sul lago di Costanza, nel Bodensee, in Austria. I suoi genitori sono Frieda Koenig e Anton Düringer. A 17 anni ha vinto il titolo di Miss Austria. È stata la partecipante più giovane a detenere la corona. Nello stesso anno ha partecipato a Miss Mondo, giungendo sino alle semifinali ed a Miss Universo, dove invece si è classificata seconda. Per l'Austria si è trattato del miglior risultato mai ottenuto al concorso internazionale.
Nel 1978 ha partecipato alla competizione Miss Europa ad Helsinki, in Finlandia a bordo del traghetto Finnjet dove è diventata la quinta rappresentante dell'Austria a vincere il titolo di Miss Europa.
Nello stesso anno ha incontrato a un concorso di bellezza lo stilista Roberto Cavalli, presente in veste di giurato; i due convoleranno a nozze nel 1980. Eva Maria Duringer ha quindi lasciato la sua carriera di modella per diventare la principale collaboratrice del marito sul lavoro.

## Vita privata
Si è trasferita a Firenze nel 1978. Dal matrimonio con Cavalli, terminato poi col divorzio, sono nati tre figli, Rachele, Daniele e Robin. Eva Maria Düringer ha collaborato col marito anche dopo la fine del matrimonio.
Le sue passioni sono i cavalli, i pappagalli, i cani e i gatti. Ha fatto equitazione per 13 anni. Le piace collezionare oggetti d'arte, dal contemporaneo al classico, ed è particolarmente affascinata da speciali souvenir di viaggio.